# Saison 1 de Murder
Chronologie
Saison 2
Cet article présente le guide des épisodes de la première saison série télévisée américaine Murder.

## Généralités
- Au Canada, la saison est diffusée en simultané sur le réseau CTV, dù aux différences de fuseau horaire dans les provinces de l'Atlantique, elle est diffusée trois heures en avance sur les stations atlantiques de CTV, même avant la diffusion aux États-Unis.

- Le 10 octobre 2014, ABC a commandé deux épisodes supplémentaires portant la saison à 15 épisodes[1].

- En France la saison a été diffusée du 30 juin au 29 juillet 2015 sur M6 et rediffusée depuis le 19 juillet 2017 sur Téva.

## Distribution

### Acteurs principaux
- Viola Davis (VF : Maïk Darah) : Annalise Keating
- Billy Brown (VF : Gilles Morvan) : Nate Lahey
- Alfred Enoch (VF : Pascal Nowak) : Wes Gibbins
- Jack Falahee (VF : Sébastien Desjours) : Connor Walsh
- Katie Findlay (VF : Jessica Monceau) : Rebecca Sutter
- Aja Naomi King (VF : Fily Keita) : Micheala Pratt
- Matt McGorry (VF : Damien Ferrette) : Asher Millstone
- Karla Souza (VF : Sylvie Jacob) : Laurel Castillo
- Charlie Weber (VF : Raphaël Cohen) : Franck Delfino
- Liza Weil (VF : Caroline Pascal) : Bonnie Winterbottom
- Tom Verica : Sam Keating, le mari d'Annalise

### Acteurs récurrents et invités
- Conrad Ricamora (VF : Stéphane Fourreau) : Oliver Hampton
- Alysia Reiner (VF : Juliette Degenne) : Wendy Parks, assistante du procureur
- Steven Weber (VF : Cyrille Monge) : Max St. Vincent (épisode 2)
- Ana Ortiz (VF : Véronique Alycia) : Paula Murphy / Elena Aguilar (épisode 3)
- Elizabeth Perkins : Marren Trudeau (épisode 4)
- Marcia Gay Harden (VF : Véronique Augereau) : Hannah Keating, la sœur de Sam Keating (épisodes 10 à 12)
- Cicely Tyson (VF : Cathy Cerda) : Ophelia Harkness, la mère d'Annalise (épisode 13)
- Tom Everett Scott : Père Andrew Crawford (épisode 14)
- April Parker-Jones (en) (VF : Annie Milon) : détective Claire Bryce (épisodes 10, 12 et 13)

## Épisodes

### Épisode 1:Que le meilleur gagne
- États-Unis /  Canada : 25 septembre 2014 sur ABC[2] / CTV[3]
- France : 30 juin 2015 sur M6[4]
- Belgique : 4 septembre 2015 sur RTL-TVI[5]

- États-Unis : 14,12 millions de téléspectateurs[6] (première diffusion)
- Canada : 3,08 millions de téléspectateurs[7],[8] (première diffusion + différé 7 jours)
- France : 3,34 millions de téléspectateurs[9] (première diffusion)

- Tom Verica (Sam Keating)
- Lenny Platt (Griffin O'Reilly)
- Michael Gaston (Procureur Henry Williams)
- Conrad Ricamora (Oliver)
- Suzanne Savoy (en) (Juge Kathy Powell)
- Andrea Syglowski (Gina Sadowski)
- Megan West (Lila Stangard)

### Épisode 2:Tel père, telle fille
- États-Unis /  Canada : 2 octobre 2014 sur ABC / CTV
- France : 30 juin 2015 sur M6
- Belgique : 4 septembre 2015 sur RTL-TVI

- États-Unis : 11,94 millions de téléspectateurs[10] (première diffusion)
- Canada : 2,901 millions de téléspectateurs[11],[12] (première diffusion + différé 7 jours)
- France : 3,06 millions de téléspectateurs[9] (première diffusion)

- Tom Verica (Sam Keating)
- Conrad Ricamora (Oliver)
- Laura Coover (Eloise St. Vincent)
- Steven Weber (Max St. Vincent)

### Épisode 3:Les Amants terribles
- États-Unis /  Canada : 9 octobre 2014 sur ABC / CTV
- France : 30 juin 2015 sur M6
- Belgique : 11 septembre 2015 sur RTL-TVI

- États-Unis : 10,81 millions de téléspectateurs[13] (première diffusion)
- Canada : 2,497 millions de téléspectateurs[14] (première diffusion + différé 7 jours)
- France : 2,59 millions de téléspectateurs[9] (première diffusion)
- Belgique : 234 600 téléspectateurs[15] (première diffusion)

- Ana Ortiz (Paula Murphy)
- Tom Verica (Sam Keating)
- Alysia Reiner (Wendy Parks)
- Lenny Platt (Griffin O'Reilly)
- Elliot Knight (Aiden Walker)
- Jason Gedrick (Gabriel Shaw)
- David Denman (Kevin Murphy)

### Épisode 4:Les Trois Petits Cochons
- États-Unis /  Canada : 16 octobre 2014 sur ABC / CTV
- France : 30 juin 2015 sur M6
- Belgique : 11 septembre 2015 sur RTL-TVI

- États-Unis : 9,79 millions de téléspectateurs[16] (première diffusion)
- Canada : 2,32 millions de téléspectateurs[17] (première diffusion + différé 7 jours)
- France : 1,58 million de téléspectateurs[9] (première diffusion)
- Belgique : 193 500 téléspectateurs[15] (première diffusion)

- Elizabeth Perkins (Marren Trudeau)
- Sara Paxton (Talia Lewis)
- Alysia Reiner (D.A. Wendy Parks)
- Niko Pepaj (Pax Curtis)
- Tom Verica (Sam Keating)
- Conrad Ricamora (Oliver)
- Arjun Gupta (Kan)
- Tim Griffin (Caleb Abernathy)

### Épisode 5:Cheval de Troie
- États-Unis /  Canada : 23 octobre 2014 sur ABC / CTV
- France : 1er juillet 2015 sur M6
- Belgique : 18 septembre 2015 sur RTL-TVI

- États-Unis : 9,97 millions de téléspectateurs[18] (première diffusion)
- Canada : 2,239 millions de téléspectateurs[19] (première diffusion + différé 7 jours)
- France : 886 000 téléspectateurs[20] (première diffusion)
- Belgique : 247 100 téléspectateurs[21] (première diffusion)

- Tracy Vilar (Prosecutor Barker)
- Arjun Gupta (Kan)
- Amy Pietz (Sharon Remini)
- Julian de la Celle (Ryan Remini)

### Épisode 6:Habeas corpus
- États-Unis /  Canada : 30 octobre 2014 sur ABC / CTV
- France : 1er juillet 2015 sur M6
- Belgique : 18 septembre 2015 sur RTL-TVI

- États-Unis : 8,68 millions de téléspectateurs[22] (première diffusion)
- Canada : 1,919 million de téléspectateurs[23] (première diffusion + différé 7 jours)
- France : 614 000 téléspectateurs [20] (première diffusion)
- Belgique : 203 300 téléspectateurs[21] (première diffusion)

- Robin Gammell (Chief Justice)
- Peter Macon (David Allen)
- John Posey (William Millstone)
- David Gautreaux (Art Trucco)

### Épisode 7:Passages à l'acte
- États-Unis /  Canada : 6 novembre 2014 sur ABC / CTV
- France : 8 juillet 2015 sur M6
- Belgique : 25 septembre 2015 sur RTL-TVI

- États-Unis : 9,18 millions de téléspectateurs[24] (première diffusion)
- Canada : 1,809 million de téléspectateurs[25] (première diffusion + différé 7 jours)
- France : 987 000 téléspectateurs [26] (première diffusion)
- Belgique : 208 700 téléspectateurs[27] (première diffusion)

- Tom Verica (Sam Keating)
- Greg Germann (Jared Keegan)
- Alysia Reiner (Wendy Parks)
- Arjun Gupta (Kan)
- Tamlyn Tomita (Carol Morrow)

### Épisode 8:Un pavé dans la mare
- États-Unis /  Canada : 13 novembre 2014 sur ABC / CTV
- France : 8 juillet 2015 sur M6
- Belgique : 25 septembre 2015 sur RTL-TVI

- États-Unis : 9,25 millions de téléspectateurs[28] (première diffusion)
- Canada : 2,042 millions de téléspectateurs[29] (première diffusion + différé 7 jours)
- France : 653 000 téléspectateurs[26] (première diffusion)
- Belgique : 195 400 téléspectateurs[27] (première diffusion)

- Stacy Edwards (Gretchen Thomas)
- Megan West (Lila Stangard)
- David Burke (II) (Matthew Thomas)

### Épisode 9:Tue-moi!
- États-Unis /  Canada : 20 novembre 2014 sur ABC[30] / CTV
- France : 15 juillet 2015 sur M6
- Belgique : 2 octobre 2015 sur RTL-TVI

- États-Unis : 9,82 millions de téléspectateurs[31] (première diffusion)
- Canada : 1,804 million de téléspectateurs[32] (première diffusion + différé 7 jours)
- France : 667 000 téléspectateurs[33] (première diffusion)
- Belgique : 176 400 téléspectateurs[34] (première diffusion)

- Lynn Whitfield (Mary Walker)
- Pat Healy (Dennis)
- Conrad Ricamora (Oliver Hampton)
- Eddie Driscoll (Annoyed Male Driver)

### Épisode 10:Raskolnikov
- États-Unis /  Canada : 29 janvier 2015 sur ABC[35] / CTV
- France : 15 juillet 2015 sur M6
- Belgique : 2 octobre 2015 sur RTL-TVI

- États-Unis : 9,18 millions de téléspectateurs[36] (première diffusion)
- Canada : 1,937 million de téléspectateurs[37] (première diffusion + différé 7 jours)
- France : 502 000 téléspectateurs[33] (première diffusion)
- Belgique : 166 400 téléspectateurs[34](première diffusion)

- Alysia Reiner (Wendy Parks)
- Arjun Gupta (Kan)
- Tamlyn Tomita (Carol Morrow)

### Épisode 11:Le silence est d'or
- États-Unis /  Canada : 5 février 2015 sur ABC / CTV
- France : 22 juillet 2015 sur M6
- Belgique : 9 octobre 2015 sur RTL-TVI

- États-Unis : 8,34 millions de téléspectateurs[38] (première diffusion)
- Canada : 1,802 million de téléspectateurs[39] (première diffusion + différé 7 jours)
- France : 738 000 téléspectateurs [40] (première diffusion)
- Belgique : 189 400 téléspectateurs[41] (première diffusion)

- Jackie Geary (Jackie Groves)
- José Zúñiga (Jorge Castillo)
- Anne Betancourt (Juge)
- Elliot Knight (Aiden Walker)

### Épisode 12:Flic un jour, flic toujours
- États-Unis /  Canada : 12 février 2015 sur ABC / CTV
- France : 22 juillet 2015 sur M6
- Belgique : 9 octobre 2015 sur RTL-TVI

- États-Unis : 8,44 millions de téléspectateurs[42] (première diffusion)
- Canada : 1,723 million de téléspectateurs[43] (première diffusion + différé 7 jours)
- France : 518 000 téléspectateurs[40] (première diffusion)
- Belgique : 155 900 téléspectateurs[41] (première diffusion)

- Peter Onorati (Leo Lombardo)
- Karl Makinen (Paul Lombardo)
- April Parker Jones (Claire Bryce)

### Épisode 13:Maman est là maintenant
- États-Unis /  Canada : 19 février 2015 sur ABC / CTV
- France : 29 juillet 2015 sur M6
- Belgique : 16 octobre 2015 sur RTL-TVI

- États-Unis : 8,86 millions de téléspectateurs[44] (première diffusion)
- Canada : 1,756 million de téléspectateurs[45] (première diffusion + différé 7 jours)
- France : 721 000 téléspectateurs [46](première diffusion)
- Belgique : 203 300 téléspectateurs[47] (première diffusion)

- Cicely Tyson (Ophelia Harkness)
- April Parker Jones (Claire Bryce)
- Michelle Hurd (Amanda Winthrop)
- Mark Famiglietti (David Tucker)
- Mageina Tovah (Jolene Samuels)
- Michelle Hurd (Amanda Winthrop)
- Jack Mikesell (Rudy Walters)

### Épisode 14:Ainsi soit-il
- États-Unis /  Canada : 26 février 2015 sur ABC[48] / CTV
- France : 29 juillet 2015 sur M6
- Belgique : 16 octobre 2015 sur RTL-TVI

- États-Unis : 8,99 millions de téléspectateurs[49] (première diffusion)
- Canada : 1,715 million de téléspectateurs[50] (première diffusion + différé 7 jours)
- France : 480 000 téléspectateurs [46] (première diffusion)
- Belgique : 187 600 téléspectateurs[47] (première diffusion)

- Tom Everett Scott (prêtre)
- Lilli Birdsell (Agnes Wills)
- Conrad Ricamora (Oliver Hampton)
- Megan West (Lila Stangard)
- Lenny Platt (Griffin O'Reilly)

### Épisode 15:Tout est ma faute
- États-Unis /  Canada : 26 février 2015 sur ABC[48] / CTV
- France : 29 juillet 2015 sur M6
- Belgique : 16 octobre 2015 sur RTL-TVI

- États-Unis : 8,99 millions de téléspectateurs[49] (première diffusion)
- Canada : 1,715 million de téléspectateurs[50] (première diffusion + différé 7 jours)
- France : 399 000 téléspectateurs [46] (première diffusion)
- Belgique : 158 100 téléspectateurs[47] (première diffusion)

- Tom Verica (Sam Keating)
- Lynn Whitfield (Mary Walker)
- Sarah Burns (Emily Sinclair)
- Conrad Ricamora (Oliver Hampton)
- Megan West (Lila Stangard)
- Lenny Platt (Griffin O'Reilly)
- Jack Mikesell (Rudy Walters)

## Audiences
| No d’épisode | Diffusion originale aux États-Unis | Diffusion originale aux États-Unis | Diffusion originale aux États-Unis | Diffusion originale aux États-Unis | Diffusion originale aux États-Unis | Diffusion en France         | Diffusion en France | Diffusion en France | Diffusion en France | Diffusion en France |
| No d’épisode | Titre original                     | Chaîne                             | Date                               | Audience                           | PdM 18-49 ans                      | Titre en français           | Chaîne              | Date                | Audience            | PdA 4 ans et +      |
| ------------ | ---------------------------------- | ---------------------------------- | ---------------------------------- | ---------------------------------- | ---------------------------------- | --------------------------- | ------------------- | ------------------- | ------------------- | ------------------- |
| 1            | Pilot                              | ABC                                | 25 septembre 2014                  | 14,12 millions                     | 3,8 %                              | Que le meilleur gagne       | M6                  | 30 juin 2015        | 3,34 millions       | 15,1 %              |
| 2            | It's All Her Fault                 | ABC                                | 2 octobre 2014                     | 11,94 millions                     | 3,2 %                              | Tel père, telle fille       | M6                  | 30 juin 2015        | 3,06 millions       | 14,5 %              |
| 3            | Smile, or Go to Jail               | ABC                                | 9 octobre 2014                     | 10,81 millions                     | 3,1 %                              | Les amants terribles        | M6                  | 30 juin 2015        | 2,59 millions       | 18,5 %              |
| 4            | Let's Get to Scooping              | ABC                                | 16 octobre 2014                    | 9,79 millions                      | 2,8 %                              | Les trois petits cochons    | M6                  | 30 juin 2015        | 1,58 million        | 19,3 %              |
| 5            | We're Not Friends                  | ABC                                | 23 octobre 2014                    | 9,97 millions                      | 3,0 %                              | Cheval de Troie             | M6                  | 1er juillet 2015    | 886 000             | 7,4 %               |
| 6            | Freakin’ Whack-a-Mole              | ABC                                | 30 octobre 2014                    | 8,68 millions                      | 2,7 %                              | Habeas corpus               | M6                  | 1er juillet 2015    | 614 000             | 8,4 %               |
| 7            | He Deserved to Die                 | ABC                                | 6 novembre 2014                    | 9,18 millions                      | 2,8 %                              | Passages à l’acte           | M6                  | 8 juillet 2015      | 987 000             | 8,2 %               |
| 8            | He Has a Wife                      | ABC                                | 13 novembre 2014                   | 9,25 millions                      | 2,9 %                              | Un pavé dans la mare        | M6                  | 8 juillet 2015      | 653 000             | 9 %                 |
| 9            | Kill Me, Kill Me, Kill Me          | ABC                                | 20 novembre 2014                   | 9,82 millions                      | 3,1 %                              | Tue-moi !                   | M6                  | 15 juillet 2015     | 667 000             | 5,8 %               |
| 10           | Hello, Raskolnikov                 | ABC                                | 29 janvier 2015                    | 9,18 millions                      | 3,1 %                              | Raskolnikov                 | M6                  | 15 juillet 2015     | 502 000             | 7,1 %               |
| 11           | Best Christmas Ever                | ABC                                | 5 février 2015                     | 8,34 millions                      | 2,7 %                              | Le silence est d’or         | M6                  | 22 juillet 2015     | 738 000             | 6,4 %               |
| 12           | She's a Murderer                   | ABC                                | 12 février 2015                    | 8,44 millions                      | 2,7 %                              | Flic un jour, flic toujours | M6                  | 22 juillet 2015     | 518 000             | 7,3 %               |
| 13           | Mama's Here Now                    | ABC                                | 19 février 2015                    | 8,86 millions                      | 2,9 %                              | Maman est là maintenant     | M6                  | 29 juillet 2015     | 721 000             | 6,2 %               |
| 14           | The Night Lila Died                | ABC                                | 26 février 2015                    | 8,99 millions                      | 2,8 %                              | Ainsi soit-il               | M6                  | 29 juillet 2015     | 480 000             | 6,9 %               |
| 15           | It's All My Fault                  | ABC                                | 26 février 2015                    | 8,99 millions                      | 2,8 %                              | Tout est ma faute           | M6                  | 29 juillet 2015     | 399 000             | 8,9 %               |